# Tehnička mehanika
Tehnička mehanika je tehnička nauka koja se bavi proučavanjem uticaja fizičkih zakona klasične mehanike na probleme koji se javljaju u tehničkim sistemima. Bazična je nauka koja se proučava i primenjuje u svim tehničkim delatnostima: brodogradnji, građevini, arhitekturi, elektrotehnici itd.

## Grane
1. Statika
2. Nauka o čvrstoći
3. Plastomehanika
4. Kinematika
5. Dinamika[3]